# Vrbanja (Banja Luka)
Pour les articles homonymes, voir Vrbanja (homonymie).

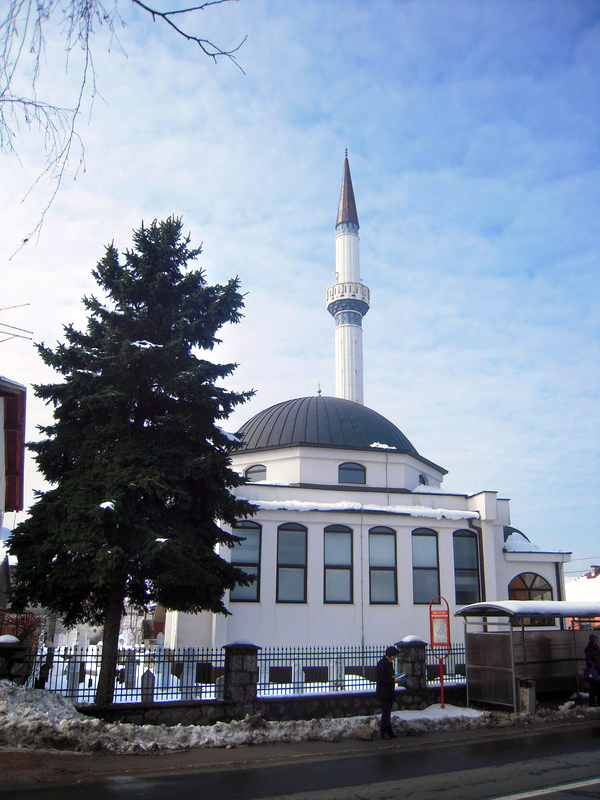
Rénové mosquée Vrbanja
Bien que presque entièrement nouveau, "vieux" était le seul de toutes les mosquées détruites dans le Banja Luka.
Le minaret et les parties du mur ont été préservés.

Vrbanja (en serbe cyrillique : Врбања) est un faubourg et une communauté locale de Banja Luka, la capitale de la république serbe de Bosnie, Bosnie-Herzégovine. Au recensement de 1991, la communauté locale comptait 4 227 habitants, dont une majorité de Musulmans (Bosniaques).

## Localisation

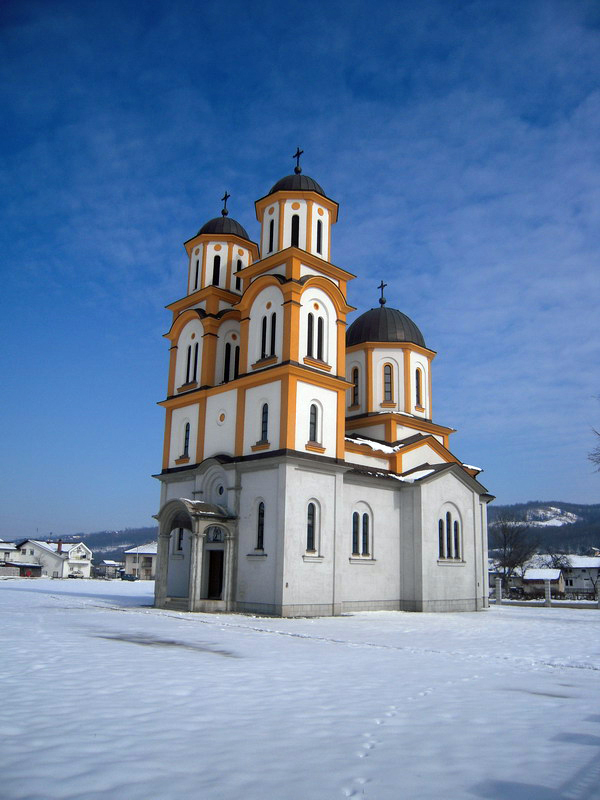
L'église Saint-Platon-Jovanović
(Construit pendant la guerre en Bosnie)

Vrbanja est située à 6 km à l'est du centre de Banja Luka. Le faubourg est traversé par deux voies de communication importantes : la voie ferrée Banja Luka - Doboj et la route nationale M4 (Banja Luka - Kotor Varoš- Doboj).

## Caractéristiques
Vrbanja abrite un centre médical, une gare ferroviaire, un centre sportif polyvalent, une maison de la culture, l'association culturelle Danko Mitrov et l'école élémentaire Stanko Rakita. Le faubourg fait également partie de la zone industrielle de la ville, avec des sociétés comme Incel, Žitoprodukt et Petrol.
Situé à proximité de la confluence de la rivière Vrbanja et du Vrbas, le faubourg est bordé de collines réputées pour leurs sources d'eau potable.

## Économie
L'activité principale des habitants de Vrbanja reste l'agriculture.